# ایسیگا سوماه
ایسیگا سوماه (انگلیسی: Isseaga Soumah؛ زادهٔ ۱۴ مهٔ ۱۹۷۴) بازیکن فوتبال اهل گینه بود.
از باشگاه‌هایی که در آن بازی کرده است می‌توان به باشگاه فوتبال حمام الانف اشاره کرد.
وی همچنین در تیم ملی فوتبال گینه بازی کرده است.